# F3 spagnola 2006
Il campionato 2006 di F3 spagnola ha avuto inizio il 9 aprile sul circuito Ricardo Tormo di Valencia e si è concluso il 12 novembre sul tracciato di Montmeló dopo 16 gare in 8 appuntamenti, tra cui spiccano la trasferta francese a Circuito di Magny-Cours, quella portoghese all'Estoril e gli appuntamenti spagnoli di Montmelò e Jerez de la Frontera, rispettivamente sede del Gran Premio di Spagna di Formula 1 e località privilegiata per i test (invernali e non) dalle scuderie della serie maggiore. Campione della categoria nel 2006 si è laureato l'argentino Ricardo Risatti a seguito di una lotta agguerrita risoltasi solo nelle fasi conclusive con il più esperto Roldan Rodriguez, che vanta esperienze in categorie superiori come World Series by Renault e Euro 3000 Series, e con il giovane Maximo Cortes.

## Gare
01. Valencia ( Spagna) (08-09/04/2006)
Polesitter: Ricardo Risatti ( Argentina) (Dallara 306-Toyota - Tec Auto) in 1'32.077
Ordine d'arrivo Gara 1: (16 giri per un totale di 64,080 km)
Classe A:
1. Marco Barba ( Spagna) (Dallara 306-Toyota - Campos) in 24'38.108
2. Roldan Rodriguez ( Spagna) (Dallara 306-Toyota - Campos) a 0"597
3. Manuel Saez Merino ( Spagna) (Dallara 306-Toyota - GTA) a 4"572
4. Nicolas Prost ( Francia) (Dallara 306-Toyota - Racing Engineering) a 17"387
5. Carlos Iaconelli ( Brasile) (Dallara 306-Toyota - Elide) a 20"507
6. Marcos Martinez ( Spagna) (Dallara 306-Toyota - Racing Engineering) a 21"865
7. Sergio Jimenez ( Brasile) (Dallara 306-Toyota - Racing Engineering) a 22"029
8. Arturo Llobel ( Spagna) (Dallara 306-Toyota - GTA) a 29"100
9. Maximo Cortes ( Spagna) (Dallara 306-Toyota - Tec Auto) a 35"316
10. Nico Verdonck ( Belgio) (Dallara 306-Toyota - Llusia) a 37"507

Classe B:
1. Adrian Campos jr. ( Spagna) (Dallara 300-Toyota - Campos)
2. Juan Polar ( Perù) (Dallara 300-Toyota - ECA)
3. Antonio Rubiejo ( Spagna) (Dallara 300-Toyota - Cetea)
4. Germán Sánchez ( Spagna) (Dallara 300-Toyota - Campos)
5. German Lopez ( Spagna) (Dallara 300-Toyota - Logo)
6. José Luiz Pamplo ( Spagna) (Dallara 300-Toyota - RSC)

Ordine d'arrivo Gara 2: (16 giri per un totale di 64,080 km)
Classe A:
1. Marcos Martinez ( Spagna) (Dallara 306-Toyota - Racing Engineering) in 25'11.611
2. Carlos Iaconelli ( Brasile) (Dallara 306-Toyota - Elide) a 3"554
3. Marco Barba ( Spagna) (Dallara 306-Toyota - Campos) a 4"004
4. Nicolas Prost ( Francia) (Dallara 306-Toyota - Racing Engineering) a 5"317
5. Sergio Jimenez ( Brasile) (Dallara 306-Toyota - Racing Engineering) a 5"748
6. Ricardo Risatti ( Argentina) (Dallara 306-Toyota - Tec Auto) a 6"025
7. Nil Monserrat ( Spagna) (Dallara 306-Toyota - Elide) a 6"712
8. Maximo Cortes ( Spagna) (Dallara 306-Toyota - Tec Auto) a 14"859
9. Nico Verdonck ( Belgio) (Dallara 306-Toyota - Llusia) a 19"868
10. Miguel Molina ( Spagna) (Dallara 306-Toyota - Racing Engineering) a 20"560

Classe B:
1. Adrian Campos jr. ( Spagna) (Dallara 300-Toyota - Campos)
2. Germán Sánchez ( Spagna) (Dallara 300-Toyota - Campos)
3. Antonio Rubiejo ( Spagna) (Dallara 300-Toyota - Cetea)
4. Ignacio Char ( Spagna) (Dallara 300-Toyota - ECA)
5. Carlos Cosido ( Spagna) (Dallara 300-Toyota - Tec Auto)
6. Iago Rego ( Spagna) (Dallara 300-Toyota - Tec Auto)
7. German Lopez ( Spagna) (Dallara 300-Toyota - Logo)
8. José Luiz Pamplo ( Spagna) (Dallara 300-Toyota - RSC)

02. Magny-Cours ( Francia) (29-30/04/2006)
Polesitter: Ricardo Risatti ( Argentina) (Dallara 306-Toyota - Tec Auto) in 1'35.828
Ordine d'arrivo Gara 1: (17 giri per un totale di 74,987 km)
Classe A:
1. Ricardo Risatti ( Argentina) (Dallara 306-Toyota - Tec Auto) in 26'05.577
2. Nicolas Prost ( Francia) (Dallara 306-Toyota - Racing Engineering) a 11"216
3. Sergio Jimenez ( Brasile) (Dallara 306-Toyota - Racing Engineering) a 11"556
4. Maximo Cortes ( Spagna) (Dallara 306-Toyota - Tec Auto) a 18"430
5. Marco Barba ( Spagna) (Dallara 306-Toyota - Campos) a 19"971
6. Manel Cerqueda ( Andorra) (Dallara 306-Toyota - GTA) a 21"034
7. Arturo Llobel ( Spagna) (Dallara 306-Toyota - GTA) a 26"533
8. Roldan Rodriguez ( Spagna) (Dallara 306-Toyota - Campos) a 30"243
9. Nil Monserrat ( Spagna) (Dallara 306-Toyota - Elide) a 31"291
10. Miguel Molina ( Spagna) (Dallara 306-Toyota - Racing Engineering) a 32"142

Classe B:
1. Javier Villa ( Spagna) (Dallara 300-Toyota - Racing Engineering)
2. Juan Polar ( Perù) (Dallara 300-Toyota - ECA)
3. Adrian Campos jr. ( Spagna) (Dallara 300-Toyota - Campos)
4. Germán Sánchez ( Spagna) (Dallara 300-Toyota - Campos)
5. José Luis Lopez ( Spagna) (Dallara 300-Toyota - RSC)
6. German Lopez ( Spagna) (Dallara 300-Toyota - Logo)
7. Iago Rego ( Spagna) (Dallara 300-Toyota - Tec Auto)
8. Ignacio Char ( Spagna) (Dallara 300-Toyota - ECA)

Ordine d'arrivo Gara 2: (17 giri per un totale di 74,987 km)
Classe A:
1. Maximo Cortes ( Spagna) (Dallara 306-Toyota - Tec Auto) in 26'13.479
2. Ricardo Risatti ( Argentina) (Dallara 306-Toyota - Tec Auto) a 1"054
3. Nicolas Prost ( Francia) (Dallara 306-Toyota - Racing Engineering) a 5"553
4. Roldan Rodriguez ( Spagna) (Dallara 306-Toyota - Campos) a 5"766
5. Sergio Jimenez ( Brasile) (Dallara 306-Toyota - Racing Engineering) a 7"035
6. Marcos Martinez ( Spagna) (Dallara 306-Toyota - Racing Engineering) a 21"039
7. Nil Monserrat ( Spagna) (Dallara 306-Toyota - Elide) a 22"394
8. Carlos Iaconelli ( Brasile) (Dallara 306-Toyota - Elide) a 26"268
9. Manuel Saez Merino ( Spagna) (Dallara 306-Toyota - GTA) a 28"567
10. Marco Barba ( Spagna) (Dallara 306-Toyota - Campos) a 29"328

Classe B:
1. Javier Villa ( Spagna) (Dallara 300-Toyota - Racing Engineering)
2. Juan Polar ( Perù) (Dallara 300-Toyota - ECA)
3. Germán Sánchez ( Spagna) (Dallara 300-Toyota - Campos)
4. Carlos Cosido ( Spagna) (Dallara 300-Toyota - Tec Auto)
5. Adrian Campos jr. ( Spagna) (Dallara 300-Toyota - Campos)
6. Antonio Rubiejo ( Spagna) (Dallara 300-Toyota - Cetea)
7. Ignacio Char ( Spagna) (Dallara 300-Toyota - ECA)
8. Iago Rego ( Spagna) (Dallara 300-Toyota - Tec Auto)
9. German Lopez ( Spagna) (Dallara 300-Toyota - Logo)

03. Jarama ( Spagna) (20-21/05/2006)
Polesitter: Maximo Cortes ( Spagna) (Dallara 306-Toyota - Tec Auto) in 1'29.589
Ordine d'arrivo Gara 1: (16 giri per un totale di 61,584 km)
Classe A:
1. Sergio Jimenez ( Brasile) (Dallara 306-Toyota - Racing Engineering)
2. Ricardo Risatti ( Argentina) (Dallara 306-Toyota - Tec Auto) a 1"686
3. Manuel Saez Merino ( Spagna) (Dallara 306-Toyota - GTA) a 7"646
4. Carlos Iaconelli ( Brasile) (Dallara 306-Toyota - Elide) a 12"707
5. Miguel Molina ( Spagna) (Dallara 306-Toyota - Racing Engineering) a 15"693
6. Roldan Rodriguez ( Spagna) (Dallara 306-Toyota - Campos) a 24"482

Classe B:
1. Germán Sánchez ( Spagna) (Dallara 300-Toyota - Campos)
2. Antonio Rubiejo ( Spagna) (Dallara 300-Toyota - Cetea)
3. Iago Rego ( Spagna) (Dallara 300-Toyota - Tec Auto)
4. Juan Polar ( Perù) (Dallara 300-Toyota - ECA)
5. Carlos Cosido ( Spagna) (Dallara 300-Toyota - Tec Auto)
6. José Luis Lopez ( Spagna) (Dallara 300-Toyota - RSC)
7. German Lopez ( Spagna) (Dallara 300-Toyota - Logo)

Ordine d'arrivo Gara 2: (16 giri per un totale di 61,584 km)
Classe A:
1. Ricardo Risatti ( Argentina) (Dallara 306-Toyota - Tec Auto) in 24'23.487
2. Sergio Jimenez ( Brasile) (Dallara 306-Toyota - Racing Engineering) a 2"950
3. Miguel Molina ( Spagna) (Dallara 306-Toyota - Racing Engineering) a 6"265
4. Manuel Saez Merino ( Spagna) (Dallara 306-Toyota - GTA) a 7"412
5. Maximo Cortes ( Spagna) (Dallara 306-Toyota - Tec Auto) a 8"003
6. Marco Barba ( Spagna) (Dallara 306-Toyota - Campos) a 20"825
7. Marcos Martinez ( Spagna) (Dallara 306-Toyota - Racing Engineering) a 29"735
8. Manel Cerqueda ( Andorra) (Dallara 306-Toyota - GTA) a 30"031
9. Nicolas Prost ( Francia) (Dallara 306-Toyota - Racing Engineering) a 31"994
10. Arturo Llobel ( Spagna) (Dallara 306-Toyota - GTA) a 32"313

Classe B:
1. Juan Polar ( Perù) (Dallara 300-Toyota - ECA)
2. Germán Sánchez ( Spagna) (Dallara 300-Toyota - Campos)
3. Antonio Rubiejo ( Spagna) (Dallara 300-Toyota - Cetea)
4. Carlos Cosido ( Spagna) (Dallara 300-Toyota - Tec Auto)
5. Adrian Campos jr. ( Spagna) (Dallara 300-Toyota - Campos)
6. German Lopez ( Spagna) (Dallara 300-Toyota - Logo)

04. Estoril ( Portogallo) (24-25/06/2006)
Polesitter: Sergio Jimenez ( Brasile) (Dallara 306-Toyota - Racing Engineering) in 1'36.073
Ordine d'arrivo Gara 1: (15 giri per un totale di 62,745 km)
Classe A:
1. Maximo Cortes ( Spagna) (Dallara 306-Toyota - Tec Auto) in 26'16.122
2. Nicolas Prost ( Francia) (Dallara 306-Toyota - Racing Engineering) a 0"578
3. Miguel Molina ( Spagna) (Dallara 306-Toyota - Racing Engineering) a 1"054
4. Roldan Rodriguez ( Spagna) (Dallara 306-Toyota - Campos) a 7"435
5. Marco Barba ( Spagna) (Dallara 306-Toyota - Campos) a 15"527
6. Manel Cerqueda ( Andorra) (Dallara 306-Toyota - GTA) a 17"081
7. Nil Monserrat ( Spagna) (Dallara 306-Toyota - Elide) a 27"623
8. Arturo Llobel ( Spagna) (Dallara 306-Toyota - GTA) a 28"351
9. Marcos Martinez ( Spagna) (Dallara 306-Toyota - Racing Engineering) a 1'10"477
10. Ricardo Risatti ( Argentina) (Dallara 306-Toyota - Tec Auto) a 1"686

Classe B:
1. Germán Sánchez ( Spagna) (Dallara 300-Toyota - Campos)
2. José Luis Lopez ( Spagna) (Dallara 300-Toyota - RSC)
3. Iago Rego ( Spagna) (Dallara 300-Toyota - Tec Auto)
4. Carlos Cosido ( Spagna) (Dallara 300-Toyota - Tec Auto)
5. Antonio Rubiejo ( Spagna) (Dallara 300-Toyota - Cetea)
6. German Lopez ( Spagna) (Dallara 300-Toyota - Logo)

Ordine d'arrivo Gara 2: (15 giri per un totale di 62,745 km)
Classe A:
1. Roldan Rodriguez ( Spagna) (Dallara 306-Toyota - Campos) in 26'14.470
2. Marco Barba ( Spagna) (Dallara 306-Toyota - Campos) a 4"836
3. Miguel Molina ( Spagna) (Dallara 306-Toyota - Racing Engineering) a 7"208
4. Maximo Cortes ( Spagna) (Dallara 306-Toyota - Tec Auto) a 9"124
5. Ricardo Risatti ( Argentina) (Dallara 306-Toyota - Tec Auto) a 13"845
6. Manel Cerqueda ( Andorra) (Dallara 306-Toyota - GTA) a 25"465
7. Nil Monserrat ( Spagna) (Dallara 306-Toyota - Elide) a 31"972
8. Nicolas Prost ( Francia) (Dallara 306-Toyota - Racing Engineering) a 34"136
9. Sergio Jimenez ( Brasile) (Dallara 306-Toyota - Racing Engineering) a 49"275
10. Manuel Saez Merino ( Spagna) (Dallara 306-Toyota - GTA) a 50"626

Classe B:
1. Germán Sánchez ( Spagna) (Dallara 300-Toyota - Campos)
2. Adrian Campos jr. ( Spagna) (Dallara 300-Toyota - Campos)
3. Antonio Rubiejo ( Spagna) (Dallara 300-Toyota - Cetea)
4. Carlos Cosido ( Spagna) (Dallara 300-Toyota - Tec Auto)
5. Juan Polar ( Perù) (Dallara 300-Toyota - ECA)
6. José Luis Lopez ( Spagna) (Dallara 300-Toyota - RSC)

05. Albacete ( Spagna) (02-03/09/2006)
Polesitter: Roldan Rodriguez ( Spagna) (Dallara 306-Toyota - Campos) in 1'23.275
Ordine d'arrivo Gara 1: (16 giri per un totale di 57,568 km)
Classe A:
1. Roldan Rodriguez ( Spagna) (Dallara 306-Toyota - Campos) in 25'07.780
2. Marco Barba ( Spagna) (Dallara 306-Toyota - Campos) a 1"460
3. Arturo Llobel ( Spagna) (Dallara 306-Toyota - GTA) a 17"916
4. Miguel Molina ( Spagna) (Dallara 306-Toyota - Racing Engineering) a 20"137
5. Ricardo Risatti ( Argentina) (Dallara 306-Toyota - Tec Auto) a 20"787
6. Maximo Cortes ( Spagna) (Dallara 306-Toyota - Tec Auto) a 33"774
7. Gustavo Yacaman ( Colombia) (Dallara 306-Toyota - Elide) a 34"136
8. Sergio Jimenez ( Brasile) (Dallara 306-Toyota - Racing Engineering) a 43"353
9. Manuel Saez Merino ( Spagna) (Dallara 306-Toyota - GTA) a 1'01"551
10. Manel Cerqueda ( Andorra) (Dallara 306-Toyota - GTA) a 2 giri

Classe B:
1. Germán Sánchez ( Spagna) (Dallara 300-Toyota - Campos)
2. Adrian Campos jr. ( Spagna) (Dallara 300-Toyota - Campos)
3. Antonio Rubiejo ( Spagna) (Dallara 300-Toyota - Cetea)

Ordine d'arrivo Gara 2: (16 giri per un totale di 57,568 km)
Classe A:
1. Ricardo Risatti ( Argentina) (Dallara 306-Toyota - Tec Auto) in 22'51.734
2. Miguel Molina ( Spagna) (Dallara 306-Toyota - Racing Engineering) a 10"992
3. Sergio Jimenez ( Brasile) (Dallara 306-Toyota - Racing Engineering) a 11"679
4. Arturo Llobel ( Spagna) (Dallara 306-Toyota - GTA) a 13"478
5. Marco Barba ( Spagna) (Dallara 306-Toyota - Campos) a 14"518
6. Maximo Cortes ( Spagna) (Dallara 306-Toyota - Tec Auto) a 23"815
7. Gustavo Yacaman ( Colombia) (Dallara 306-Toyota - Elide) a 24"841
8. Roldan Rodriguez ( Spagna) (Dallara 306-Toyota - Campos) a 25"352
9. Nil Monserrat ( Spagna) (Dallara 306-Toyota - Elide) a 25"679
10. Marcos Martinez ( Spagna) (Dallara 306-Toyota - Racing Engineering) a 32"577

Classe B:
1. Adrian Campos jr. ( Spagna) (Dallara 300-Toyota - Campos)
2. Germán Sánchez ( Spagna) (Dallara 300-Toyota - Campos)
3. Antonio Rubiejo ( Spagna) (Dallara 300-Toyota - Cetea)
4. Juan Polar ( Perù) (Dallara 300-Toyota - ECA)
5. José Luis Lopez ( Spagna) (Dallara 300-Toyota - RSC)
6. Carlos Cosido ( Spagna) (Dallara 300-Toyota - Tec Auto)

06. Valencia ( Spagna) (07-08/10/2006)
Polesitter: Ricardo Risatti ( Argentina) (Dallara 306-Toyota - Tec Auto) in 1'30.416
Ordine d'arrivo Gara 1: (16 giri per un totale di 64,080 km)
Classe A:
1. Ricardo Risatti ( Argentina) (Dallara 306-Toyota - Tec Auto) in 25'15.933
2. Maximo Cortes ( Spagna) (Dallara 306-Toyota - Tec Auto) a 4"193
3. Sergio Jimenez ( Brasile) (Dallara 306-Toyota - Racing Engineering) a 6"016
4. Roldan Rodriguez ( Spagna) (Dallara 306-Toyota - Campos) a 10"964
5. Nil Monserrat ( Spagna) (Dallara 306-Toyota - Elide) a 14"825
6. Nicolas Prost ( Francia) (Dallara 306-Toyota - Racing Engineering) a 19"457
7. Marcos Martinez ( Spagna) (Dallara 306-Toyota - Racing Engineering) a 20"195
8. Miguel Molina ( Spagna) (Dallara 306-Toyota - Racing Engineering) a 26"423
9. Iago Rego ( Spagna) (Dallara 306-Toyota - Llusia) a 1'04"778
10. Arturo Llobel ( Spagna) (Dallara 306-Toyota - GTA) a 2 giri

Classe B:
1. Germán Sánchez ( Spagna) (Dallara 300-Toyota - Campos)
2. Juan Polar ( Perù) (Dallara 300-Toyota - ECA)
3. Antonio Rubiejo ( Spagna) (Dallara 300-Toyota - Cetea)
4. Carlos Cosido ( Spagna) (Dallara 300-Toyota - Tec Auto)
5. German Lopez ( Spagna) (Dallara 300-Toyota - Logo)
6. Roberto Merhi ( Spagna) (Dallara 300-Toyota - Porfesa)
7. Manuel Gutiérrez ( Messico) (Dallara 300-Toyota - GTA)
8. Alby Ramirez ( Spagna) (Dallara 300-Toyota - Tec Auto)
9. Carmen Jordá ( Spagna) (Dallara 300-Toyota - Campos)

Ordine d'arrivo Gara 2: (16 giri per un totale di 64,080 km)
Classe A:
1. Roldan Rodriguez ( Spagna) (Dallara 306-Toyota - Campos) in 24'42.478
2. Maximo Cortes ( Spagna) (Dallara 306-Toyota - Tec Auto) a 5"320
3. Nicolas Prost ( Francia) (Dallara 306-Toyota - Racing Engineering) a 6"670
4. Sergio Jimenez ( Brasile) (Dallara 306-Toyota - Racing Engineering) a 7"899
5. Miguel Molina ( Spagna) (Dallara 306-Toyota - Racing Engineering) a 13"462
6. Nil Monserrat ( Spagna) (Dallara 306-Toyota - Elide) a 14"119
7. Marcos Martinez ( Spagna) (Dallara 306-Toyota - Racing Engineering) a 19"324
8. Arturo Llobel ( Spagna) (Dallara 306-Toyota - GTA) a 20"128
9. Ricardo Risatti ( Argentina) (Dallara 306-Toyota - Tec Auto) a 20"601
10. Marco Barba ( Spagna) (Dallara 306-Toyota - Campos) a 21"095

Classe B:
1. Germán Sánchez ( Spagna) (Dallara 300-Toyota - Campos)
2. Antonio Rubiejo ( Spagna) (Dallara 300-Toyota - Cetea)
3. German Lopez ( Spagna) (Dallara 300-Toyota - Logo)
4. Adrian Campos jr. ( Spagna) (Dallara 300-Toyota - Campos)
5. Roberto Merhi ( Spagna) (Dallara 300-Toyota - Porfesa)
6. Carmen Jordá ( Spagna) (Dallara 300-Toyota - Campos)
7. Manuel Gutiérrez ( Messico) (Dallara 300-Toyota - GTA)
8. José Cunill ( Spagna) (Dallara 300-Toyota - GTA)

07. Jerez de la Frontera ( Spagna) (21-22/10/2006)
Polesitter: Roldan Rodriguez ( Spagna) (Dallara 306-Toyota - Campos) in 1'35.699
Ordine d'arrivo Gara 1: (14 giri per un totale di 61,894 km)
Classe A:
1. Roldan Rodriguez ( Spagna) (Dallara 306-Toyota - Campos) in 22'49.456
2. Maximo Cortes ( Spagna) (Dallara 306-Toyota - Tec Auto) a 1"311
3. Nicolas Prost ( Francia) (Dallara 306-Toyota - Racing Engineering) a 2"475
4. Nil Monserrat ( Spagna) (Dallara 306-Toyota - Elide) a 12"170
5. Ricardo Risatti ( Argentina) (Dallara 306-Toyota - Tec Auto) a 12"700
6. Marco Barba ( Spagna) (Dallara 306-Toyota - Campos) a 14"811
7. Arturo Llobel ( Spagna) (Dallara 306-Toyota - GTA) a 16"178
8. Manel Cerqueda ( Andorra) (Dallara 306-Toyota - GTA) a 21"370
9. Iago Rego ( Spagna) (Dallara 306-Toyota - Llusia) a 43"040
10. Alex Alcaraz ( Spagna) (Dallara 306-Toyota - RSC) a 2 giri

Classe B:
1. Juan Polar ( Perù) (Dallara 300-Toyota - ECA)
2. Adrian Campos jr. ( Spagna) (Dallara 300-Toyota - Campos)
3. Antonio Rubiejo ( Spagna) (Dallara 300-Toyota - Cetea)
4. José Luis Lopez ( Spagna) (Dallara 300-Toyota - RSC)
5. José Cunill ( Spagna) (Dallara 300-Toyota - GTA)
6. Carlos Cosido ( Spagna) (Dallara 300-Toyota - Tec Auto)
7. Víctor García ( Spagna) (Dallara 300-Toyota - ECA)

Ordine d'arrivo Gara 2: (16 giri per un totale di 70,736 km)
Classe A:
1. Ricardo Risatti ( Argentina) (Dallara 306-Toyota - Tec Auto) in 26'08.865
2. Marco Barba ( Spagna) (Dallara 306-Toyota - Campos) a 6"431
3. Maximo Cortes ( Spagna) (Dallara 306-Toyota - Tec Auto) a 10"189
4. Arturo Llobel ( Spagna) (Dallara 306-Toyota - GTA) a 12"462
5. Nicolas Prost ( Francia) (Dallara 306-Toyota - Racing Engineering) a 13"517
6. Nil Monserrat ( Spagna) (Dallara 306-Toyota - Elide) a 18"334
7. Roldan Rodriguez ( Spagna) (Dallara 306-Toyota - Campos) a 23"678
8. Manel Cerqueda ( Andorra) (Dallara 306-Toyota - GTA) a 24"438
9. Miguel Molina ( Spagna) (Dallara 306-Toyota - Racing Engineering) a 43"433
10. Iago Rego ( Spagna) (Dallara 306-Toyota - Llusia) a 49"597

Classe B:
1. Juan Polar ( Perù) (Dallara 300-Toyota - ECA)
2. Adrian Campos jr. ( Spagna) (Dallara 300-Toyota - Campos)
3. José Cunill ( Spagna) (Dallara 300-Toyota - GTA)
4. Antonio Rubiejo ( Spagna) (Dallara 300-Toyota - Cetea)
5. Víctor García ( Spagna) (Dallara 300-Toyota - ECA)
6. German Lopez ( Spagna) (Dallara 300-Toyota - Logo Automocion)

08. Montmeló ( Spagna) (11-12/11/2006)
Polesitter: Maximo Cortes ( Spagna) (Dallara 306-Toyota - Tec Auto) in 1'36.017
Ordine d'arrivo Gara 1:
Classe A:
1. Nicolas Prost ( Francia) (Dallara 306-Toyota - Racing Engineering) in 29'47.935
2. Javier Villa ( Spagna) (Dallara 306-Toyota - Racing Engineering) a 3"133
3. Miguel Molina ( Spagna) (Dallara 306-Toyota - Racing Engineering) a 8"890
4. Roldan Rodriguez ( Spagna) (Dallara 306-Toyota - Campos) a 17"395
5. Arturo Llobel ( Spagna) (Dallara 306-Toyota - GTA) a 20"893
6. Himar Aicosta ( Spagna) (Dallara 306-Toyota - Llusia) a 21"374
7. Ricardo Risatti ( Argentina) (Dallara 306-Toyota - Tec Auto) a 26"749
8. Maximo Cortes ( Spagna) (Dallara 306-Toyota - Tec Auto) a 1 giro
9. Sergio Jimenez ( Brasile) (Dallara 306-Toyota - Racing Engineering) a 1 giro

Classe B:
1. Juan Polar ( Perù) (Dallara 300-Toyota - ECA)
2. Adrian Campos jr. ( Spagna) (Dallara 300-Toyota - Campos)
3. José Cunill ( Spagna) (Dallara 300-Toyota - GTA)
4. José Luis Pamplo ( Spagna) (Dallara 300-Toyota - RSC)
5. Víctor García ( Spagna) (Dallara 300-Toyota - ECA)
6. Germán Sánchez ( Spagna) (Dallara 300-Toyota - Campos)
7. Carlos Cosido ( Spagna) (Dallara 300-Toyota - Tec Auto)
8. German Lopez ( Spagna) (Dallara 300-Toyota - Logo Automocion)

Ordine d'arrivo Gara 2:
Classe A:
1. Miguel Molina ( Spagna) (Dallara 306-Toyota - Racing Engineering) in 26'30.585
2. Arturo Llobel ( Spagna) (Dallara 306-Toyota - GTA) a 4"769
3. Sergio Jimenez ( Brasile) (Dallara 306-Toyota - Racing Engineering) a 5"972
4. Ricardo Risatti ( Argentina) (Dallara 306-Toyota - Tec Auto) a 6"932
5. Nicolas Prost ( Francia) (Dallara 306-Toyota - Racing Engineering) a 8"951
6. Roldan Rodriguez ( Spagna) (Dallara 306-Toyota - Campos) a 10"355
7. Marco Barba ( Spagna) (Dallara 306-Toyota - Campos) a 11"153
8. Nil Monserrat ( Spagna) (Dallara 306-Toyota - Elide) a 16"746
9. Alejandro Nunez ( Spagna) (Dallara 306-Toyota - Elide) a 36"952
10. Manel Cerqueda ( Andorra) (Dallara 306-Toyota - GTA) a 53"732

Classe B:
1. Oliver Campos ( Spagna) (Dallara 300-Toyota - Campos)
2. José Cunill ( Spagna) (Dallara 300-Toyota - GTA)
3. Antonio Rubiejo ( Spagna) (Dallara 300-Toyota - Cetea)
4. Juan Polar ( Perù) (Dallara 300-Toyota - ECA)
5. German Lopez ( Spagna) (Dallara 300-Toyota - Logo Automocion)
6. José Luis Pamplo ( Spagna) (Dallara 300-Toyota - RSC)

## Classifiche (dopo 7 round su 8)
Classifica generale:
1. Ricardo Risatti ( Argentina) (Tec Auto)  108
2. Roldan Rodriguez ( Spagna) (Campos)  92
3. Maximo Cortes ( Spagna) (Tec Auto)  92
4. Nicolas Prost ( Francia) (Racing Engineering)  66
5. Sergio Jimenez ( Brasile) (Racing Engineering)  65
6. Marco Barba ( Spagna) (Campos)  64
7. Miguel Molina ( Spagna) (Racing Engineering)  47
8. Nil Monserrat ( Spagna) (Elide)  32
9. Arturo Llobell ( Spagna) (GTA)  31
10. Marcos Martinez ( Spagna) (Racing Engineering)  29
11. Manuel Saez Merino ( Spagna) (GTA)  24
12. Carlos Iaconelli ( Brasile) (Elide)  23
13. Germán Sánchez ( Spagna) (Campos)  19
14. Manel Cerqueda ( Andorra) (GTA)  16
15. Juan Polar ( Perù) (ECA)  7
16. Gustavo Yacaman ( Colombia) (Elide)  6
17. Antonio Rubiejo ( Spagna) (Cetea)  3
18. Iago Rego ( Spagna) (Tec Auto)  2
19. Nico Verdonck ( Belgio) (Elide)  1
20. Adrian Campos jr. ( Spagna) (Campos)  1

Copa de Espana:
1. Germán Sánchez ( Spagna) (Campos)  104
2. Juan Polar ( Perù) (ECA)  77
3. Antonio Rubiejo ( Spagna) (Cetea)  76
4. Adrian Campos jr. ( Spagna) (Campos)  71
5. Carlos Cosido ( Spagna) (Tec Auto)  29
6. José Luiz Pamplo ( Spagna) (RSC)  19
7. German Lopez ( Spagna) (Logo Automocion)  18
8. Iago Rego ( Spagna) (Tec Auto)  15
9. José Luis Cunill ( Spagna) (GTA)  9
10. Ignacio Char ( Spagna) (ECA)  6
11. Roberto Merhi ( Spagna) (Porfesa)  3